# غراهام سميث (فنان)
غراهام سميث (بالهولندية: Graham Smith)‏ هو فنان هولندي، ولد في 1958.
1. ↑   https://v2.nl/people/graham-smith/. اطلع عليه بتاريخ 2024-04-30. {{استشهاد ويب}}: |url= بحاجة لعنوان (مساعدة) والوسيط |title= غير موجود أو فارغ (من ويكي بيانات) (مساعدة)
2. 1 2  V2 archive، QID:Q125729237